# Associazione Calcio Como 1945-1946
Questa voce raccoglie le informazioni riguardanti  l’Associazione Calcio Como nelle competizioni ufficiali della stagione 1945-1946.

## Rosa
| N. |                   | Ruolo | Calciatore           |
| -- | ----------------- | ----- | -------------------- |
|    | Italia (bandiera) | A     | Giorgio Aebi         |
|    | Italia (bandiera) | D     | Cesare Benedetti     |
|    | Italia (bandiera) | C     | Angiolo Bonistalli   |
|    | Italia (bandiera) | D     | Livio Bussi          |
|    | Italia (bandiera) | C     | Guido Capello        |
|    | Italia (bandiera) | A     | Riccardo Carapellese |
|    | Italia (bandiera) | A     | Renato Cattaneo      |
|    | Italia (bandiera) | P     | Filippo Cavalli      |
|    | Italia (bandiera) | A     | Enrico Cerutti       |
|    | Italia (bandiera) | D     | Gaspare Cozzi        |

| N. |                   | Ruolo | Calciatore        |
| -- | ----------------- | ----- | ----------------- |
|    | Italia (bandiera) | D     | Osvaldo Ferrini   |
|    | Italia (bandiera) | A     | Guido Fovana      |
|    | Italia (bandiera) | C     | Francesco Grosso  |
|    | Italia (bandiera) | C     | Giuseppe Macchi   |
|    | Italia (bandiera) | C     | Piero Maronati    |
|    | Italia (bandiera) | A     | Francesco Pesenti |
|    | Italia (bandiera) | D     | Guido Quadri      |
|    | Italia (bandiera) | C     | Luciano Ramella   |
|    | Italia (bandiera) | P     | Carlo Visintin    |

## Statistiche

### Statistiche di squadra
| Competizione                     | Punti | In casa | In casa | In casa | In casa | In casa | In casa | In trasferta | In trasferta | In trasferta | In trasferta | In trasferta | In trasferta | Totale | Totale | Totale | Totale | Totale | Totale | DR |
| Competizione                     | Punti | G       | V       | N       | P       | Gf      | Gs      | G            | V            | N            | P            | Gf           | Gs           | G      | V      | N      | P      | Gf     | Gs     | DR |
| -------------------------------- | ----- | ------- | ------- | ------- | ------- | ------- | ------- | ------------ | ------------ | ------------ | ------------ | ------------ | ------------ | ------ | ------ | ------ | ------ | ------ | ------ | -- |
| Serie B-C Alta Italia - girone B | 24    | 11      | 6       | 3       | 2       | ..      | ..      | 11           | 3            | 3            | 5            | ..           | ..           | 22     | 9      | 6      | 7      | 31     | 22     | +9 |
| Coppa Alta Italia - girone E     | 10    | 4       | 3       | 1       | 0       | ..      | ..      | 4            | 1            | 1            | 2            | ..           | ..           | 8      | 4      | 2      | 2      | 14     | 14     | 0  |
| Totale                           |       | 15      | 9       | 4       | 2       | ..      | ..      | 15           | 4            | 4            | 7            | ..           | ..           | 30     | 13     | 8      | 9      | 45     | 36     | +9 |

### Statistiche dei giocatori
| Giocatore      | Serie B-C Alta Italia | Serie B-C Alta Italia | Coppa Alta Italia | Coppa Alta Italia | Totale   | Totale |
| Giocatore      | Presenze              | Reti                  | Presenze          | Reti              | Presenze | Reti   |
| -------------- | --------------------- | --------------------- | ----------------- | ----------------- | -------- | ------ |
| G. Aebi        | 5                     | 2                     | -                 | -                 | 5        | 2      |
| C. Benedetti   | 20                    | 4                     | 8                 | 4                 | 28       | 8      |
| A. Bonistalli  | 4                     | 0                     | 3                 | 0                 | 7        | 0      |
| L. Bussi       | 20                    | 0                     | 2                 | 0                 | 22       | 0      |
| G. Capello     | 18                    | 4                     | -                 | -                 | 18       | 4      |
| R. Carapellese | 19                    | 2                     | -                 | -                 | 19       | 2      |
| R. Cattaneo    | 17                    | 11                    | 8                 | 5                 | 25       | 16     |
| F. Cavalli     | 15                    | -?                    | 8                 | -?                | 23       | -?     |
| E. Cerutti     | 1                     | 0                     | -                 | -                 | 1        | 0      |
| A. Corti       | -                     | -                     | 7                 | 1                 | 7        | 1      |
| G. Cozzi       | 4                     | 0                     | -                 | -                 | 4        | 0      |
| O. Ferrini     | 10                    | 0                     | 6                 | 0                 | 16       | 0      |
| F. Grosso      | 17                    | 2                     | -                 | -                 | 17       | 2      |
| G. Macchi      | 18                    | 0                     | 8                 | 0                 | 26       | 0      |
| E. Maiocchi    | 1                     | 0                     | -                 | -                 | 1        | 0      |
| P. Maronati    | 17                    | 0                     | 3                 | 0                 | 20       | 0      |
| A. Noseda      | -                     | -                     | 7                 | 0                 | 7        | 0      |
| F. Pesenti     | 7                     | 1                     | 8                 | 1                 | 15       | 2      |
| G. Quadri      | 18                    | 2                     | 8                 | 1                 | 26       | 3      |
| L. Ramella     | 21                    | 0                     | 4                 | 0                 | 25       | 0      |
| F. Sperti      | 3                     | 3                     | 7                 | 2                 | 10       | 5      |
| C. Visintin    | 7                     | -?                    | -                 | -                 | 7        | -0+    |